# Beška-Brücke
Die Beška-Brücke (serbisch Мост код Бешке Most kod Beške, ungarisch Béskai völgyhíd) führt die Europastraße E75 bzw. den Autoput A1 bei Beška in der Provinz Vojvodina in Serbien über die Donau. Sie besteht aus zwei gleich aussehenden  Spannbetonbrücken, die 1975 bzw. 2011 fertiggestellt wurden. Mit einer Länge von insgesamt 2205 m war die Beška-Brücke die längste aller Donaubrücken.
Die erste Brücke wurde von Branko Žeželj entworfen, der auch die Belgrader Messehalle 1, die Donaubrücke Žeželjev most von 1961 in Novi Sad und den Bahnhof Belgrad Zentrum gebaut hat. Sie wurde zwischen 1971 und 1975 von Mostogradnja gebaut.
Sie wurde von der NATO im Rahmen der Operation Allied Force zweimal bombardiert, und zwar am 1. und am 21. April 1999. Jedoch konnte sie provisorisch stabilisiert und am 19. Juli desselben Jahres als wichtiges Verbindungsstück der Europastraße E75 und der Autobahn Belgrad–Novi Sad–Subotica wiedereröffnet werden.
Die zweite Brücke für den nordwärts fahrenden Verkehr wurde von Leonhardt, Andrä und Partner geplant und zwischen 2008 und 2011 von einem von Alpine Bau geführten Konsortium gebaut.
Die Hauptbrücke ist jeweils eine im Freivorbau errichtete, 540 m lange Spannbetonbrücke mit Pfeilerachsabständen von 60 + 105 + 210 + 105 + 60 m und einem gevouteten Hohlkasten mit einer von 2,50 m auf rund 11 m ansteigenden Bauhöhe. Die 1485 m langen nördlichen und die 180 m langen südlichen Vorlandbrücken sind Plattenbalkenbrücken.
Die ursprünglich für je drei Fahrspuren ausgelegten Brücken werden heute als zweispurige Autobahn mit je einem Pannenstreifen benutzt.